# Gil González Dávila
Gil González Dávila ou Gil González de Ávila foi um conquistador espanhol e o primeiro europeu a chegar, em 1522, no território que hoje corresponde a atual Nicarágua.

## Biografia
O primeiro registro histórico de González Dávila data de 1508, quando ele foi contratado para analisar os registros reais de impostos sobre as propriedades. Ele provavelmente viajou pouco depois para Santo Domingo para executar a tarefa e se estabelecer por lá. Em 1511, de Valladolid, Espanha, foi-lhe dado o título de Contador de Hispaniola, assumindo o posto de Cristóbal de Cuéllar. Sua posição privilegiada permitiu-lhe tornar-se um proprietário de terras e logo gerir uma propriedade com mais de 200 escravos índios.
Em 1518 González enviou um relatório ao rei Carlos V no qual listou os graves problemas da administração colonial de Hispaniola. Ele estava em Ávila, Espanha, quando foi abordado por Andrés Niño. Niño era um piloto experiente e residente na costa atlântica da América espanhola. Ele veio a Espanha para pedir o apoio da Corte para uma expedição de exploração da costa do Pacífico. Sua tentativa anterior falhou, mas então ele conheceu González, um servidor do bispo de Palencia. O bispo, Juan Rodríguez de Fonseca, era presidente do Conselho  das Índias. Com sua ajuda, González e Niño conseguiram a aprovação do rei Carlos para a viagem. Uma expedição foi planejada, com González como capitão, Niño como piloto, e Andrés de Cereceda como tesoureiro.

## Descoberta e conquista da Costa Rica e Nicarágua
Em junho de 1519, o rei Carlos deu seu consentimento para a expedição. González e Niño imediatamente partiram para as Índias, chegando a Acla, no Panamá, em janeiro de 1520. González apresentou sua comissão real ao governador do Panamá, autorizando-o a examinar os registros fiscais da colônia do Panamá e se preparar para a expedição de exploração da costa do Pacífico da América Central. O governador, conhecido como Pedrarias, recebeu negativamente esse controle de sua autoridade tributária e invasão de território para o qual ele tinha seus próprios planos. Ele bloqueou a investigação dos impostos e inibiu os esforços de Gonzalez para obter navios, suprimentos e homens para a expedição. Incapazes de conseguir os navios, González e Niño começaram a construção de quatro bergantins em Terarequi, Ilhas Pérola, no Golfo do Panamá.
Em 26 de janeiro de 1522, a expedição partiu de Terarequi, mas foi forçada a desembarcar no oeste do Panamá, depois de quatro dias por causa de vazamentos nos navios. González desembarcou com boa parte do exército e marchou a noroeste ao longo da costa entrando ao sul da Nicarágua. Niño, depois dos reparos, navegou ao longo da costa até chegar a um golfo junto a costa da Nicarágua, onde o exército e a frota se reuniram. Ficou decidido que Niño deixaria dois navios lá e continuaria para o norte ao longo da costa, com os outros dois para procurar um estreito ou canal que ligaria o Atlântico e Pacífico. Enquanto González continuou por terra, Niño navegou pela costa à vista do grupo que já havia desembarcado. Registros de Andrés de Cereceda indicam que eles batizaram centenas de nativos e conseguiram uma quantidade substancial de ouro e pérolas. Chegaram a uma agradável baía que deram o nome de San Vicente (atual Caldera) em Costa Rica. Seguiram para o norte para os territórios de Nicoya, onde encontraram a maior concentração de nativos americanos. De acordo com o relato de Cereceda, os Nicoyas não ofereceram qualquer resistência e mais de 6000 pessoas foram batizadas, e mais ouro e pérolas foram obtidos. González continuou para o norte e eventualmente descobriria e tomaria posse formal da baía de Corinto, e em seguida, o Golfo de Fonseca, que ele nomeou em honra do seu patrono, bispo Juan Rodriguez de Fonseca.
González passou a explorar os férteis vales ocidentais e ficou impressionado com a civilização indígena que lá encontrou. Ele descobriu os lagos que posteriormente foram nomeados Nicarágua e Manágua. Ele e seu pequeno exército recolheram ouro e batizaram índios ao longo do caminho. Eventualmente eles abusaram dos índios a tal ponto que foram atacados e ameaçados de aniquilação. No entanto, González conseguiu escapar e retirou-se para o golfo, onde seus navios estavam
ancorados. Embarcaram nos navios em direção ao sul.
Em junho de 1523, González voltou ao Panamá com 3 navios avariados, 100 homens exaustos e uma considerável quantidade de ouro. Ele falou de sua "descoberta" da Nicarágua e de seu povo, cidades e riqueza.Nomeou o território em homenagem a um rei indiano, "Nic-atl-nauac",  traduzido em espanhol como "Nicarao".[carece de fontes?]

## Conquista de Honduras
O governador Pedro Arias Dávila viu uma oportunidade para si mesmo na Nicarágua, e decidiu assumir o controle da situação. Ele tentou prender González e confiscar seu tesouro. No entanto, González conseguiu evitar a captura e fugiu para sua base em Santo Domingo.Lá, ele usou a fortuna que tinha acumulado para organizar outra expedição de retorno à Nicarágua.
No início de 1524, González navegou novamente para a Nicarágua, mas uma tempestade o trouxe para uma baía na costa do caribe de
Honduras, onde ele teve que aliviar o peso do navio, lançando uma série de cavalos ao mar, daí o nome Puerto Caballos. Ele então navegou mais a oeste, até à baía de Amatique e o rio Dulce, onde ele fundou a cidade de San Gil de Buenavista. Depois de deixar os colonos para trás ele embarcou novamente e navegou para leste ao longo da costa de Honduras, até o
leste do Cabo de Honduras, onde desembarcou com a intenção de entrar na Nicarágua. Enquanto isso, os colonos em San Gil de Buenavista aproximaram-se da cidade indígena de Amatique porque consideraram o local original muito perigoso. Eles reinstalaram-se na cidade de Nito, perto de Amatique.
No verão de 1524, Dávila, acompanhado de um grande exército, começou uma marcha para o sul, em direção ao vale ocidental da Nicarágua, onde já havia estado antes. No caminho, ele encontrou um pelotão espanhol perto de Toreba e soube que o "seu" território tinha sido invadido por um exército enviado pelo governador Pedrarias do Panamá. O exército era comandado por Francisco Hernández de Córdoba.
O pelotão foi forçado a retornar ao sul com uma advertência para desocupar a área. Córdoba enviou uma pequena força sob o comando de
Hernando de Soto para negociar com González. Soto foi capturado em um ataque furtivo, mas conseguiu defender-se. Então ambos
deram uma trégua e Soto pensou que eles chegariam a um acordo, mas González o enganou. Com reforços, ele atacou novamente e capturou os homens de Soto. Contudo, num gesto de boa vontade, e talvez por temor ao grande exército de Córdoba, ele soltou os prisioneiros e retornou a Puerto Caballos onde soube da chegada de outros espanhóis.
Em maio de 1524, Cristóbal de Olid chegou em Honduras, a leste de Puerto Caballos, com um exército e ordens de Hernán Cortés para estabelecer uma colônia para ele. Olid estabeleceu a colônia perto da cidade hoje chamada Triunfo de la Cruz, e em seguida se auto proclamou governador desafiando a Cortés e González. Em 1524, Cortés decidiu que era necessário enviar Francisco de las Casas com outro exército para resolver a situação. Em vez disso, Olid tomou o controle e capturou Las Casas em Triunfo
e González em Naco. Eventualmente, Olid foi traído pelos seus próprios homens, que libertaram os prisioneiros. Houve um julgamento sumário no qual Olid foi considerado culpado de traição e foi decapitado.
Las Casas e González decidiram unir forças e ambos declararam lealdade a Cortés. Os dois decidiram retornar ao México, e Las Casas
deixou Lopez de Aguirre no comando, com instruções para fundar uma cidade, Trujillo, perto de Puerto Caballos. Porém, López de Aguirre considerou a área em volta de Puerto Caballos imprópria e mudou-se em direção ao leste, ao longo da costa, por fim se instalou perto da atual Trujillo. Enquanto isso, o próprio Cortés decidiu viajar para Honduras para garantir o estabelecimento e a segurança da colônia.

## Últimos anos
Quando Las Casas e González chegaram ao México, eles encontraram Salazar de la Pedrada no comando, tendo sido nomeado por Cortés. Eles se recusaram a reconhecer sua autoridade, declarando lealdade a Cortés ou, se este fosse morto, a Pedro de Alvarado. Salazar prendeu os dois e os condenou pela morte de Olid. Ele pretendia executá-los, mas foi finalmente forçado a mandá-los como prisioneiros para a Espanha.
O destino de González depois de sua chegada a Espanha é desconhecido. Seu antigo patrono, bispo de Fonseca, foi morto em 1524, e seu novo, Hernán Cortés, tinha seus problemas que o obrigaram a retornar a Espanha para pedir a ajuda do rei. A única evidência para justificar seu retorno ao México era um filho.[carece de fontes?] Gil González de Ávila, Alonso de Ávila, e Martin Cortés envolveram-se numa conspiração contra o vice-rei da Nova Espanha. Eles foram presos e executados em 1566.

## Nota
- Texto inicialmente baseado na tradução dos artigos «Gil González Dávila» na Wikipédia em inglês (acessado nesta versão) e «Gil González Dávila» na Wikipédia em catalão (acessado nesta versão).